# Kepler-10b
Kepler-10b je první potvrzená skalnatá planeta, která byla objevena pomocí dalekohledu Kepler. V době objevu, v lednu 2011, byla nejmenší známou tranzitující exoplanetou. Její objev je založen na datech získaných v průběhu na osmi měsíců od května 2009 do začátku ledna 2010 s využitím dat z dalekohledu Kepler, data byla potvrzena pomocí Keckových dalekohledů na Havajských ostrovech měřením radiálních rychlostí.

## Hvězda
Hvězda exoplanety, Kepler-10, byla první označenou hvězdou, která může mít malého průvodce přecházející před planetou, a byla vybrána pro potvrzení pomocí 10m dalekohledu Keck na Havaji. Kepler-10 se nachází 560 světelných let od naší Sluneční soustavy v souhvězdí Draka a má přibližně stejnou velikost jako naše Slunce. Stáří hvězdy se odhaduje na 11,9 miliardy let.

## Planeta
Planeta Kepler-10b je 1,4krát větší než Země. Přestože obíhá okolo své hvězdy, Kepler-10, za méně než jeden den, ve dvacetině vzdálenosti od Merkuru od Slunce. Jeho povrchová teplota je přibližně 1600 K, což je teplota vyšší než ve vysoké peci a vyšší než teplota tání zlata.

## Význam
Kepler-10 b je nejmenší a nejpřesněji změřenou známou exoplanetou u hvězdy hlavní posloupnosti, díky přesným radiálním křivkám a sledování astroseismologie mateřské hvězdy má z kamenných planet nejpřesněji určenu hmotnost a rozměry. Objev Kepler-10 b naznačuje, že Kepler bude schopen detekovat i menší exoplanety, pravděpodobně i planetu podobnou Zemi. Druhá nejmenší exoplaneta je v současnosti pravděpodobně Kepler-9 d nebo COROT-7 b. Ani u jedné z nich neznáme hmotnost s dostatečnou přesností.

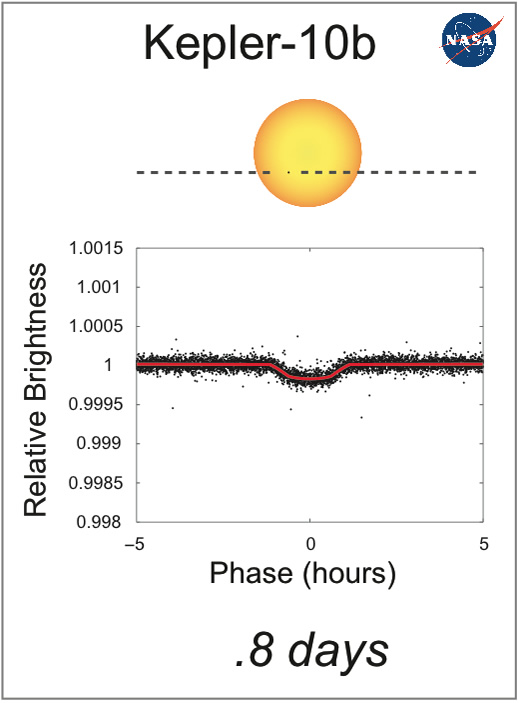
Světelná křivka pro Kepler-10b
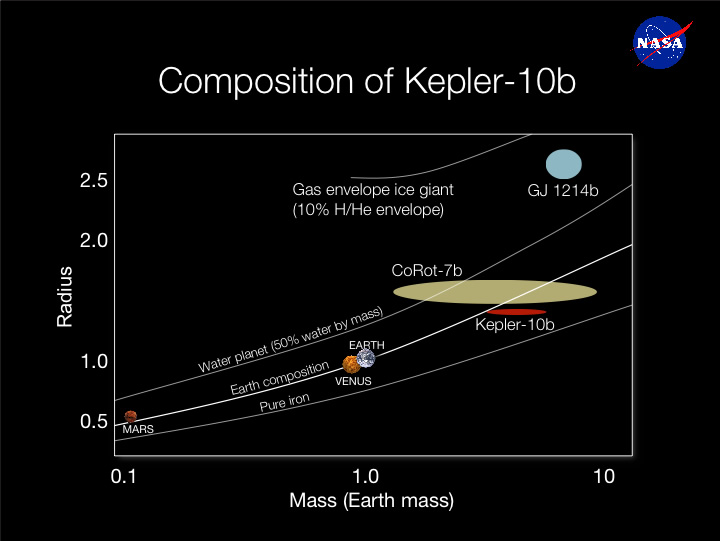
Srovnání velikosti a hmotnosti Kepler-10b s některými planetami a exoplanetami
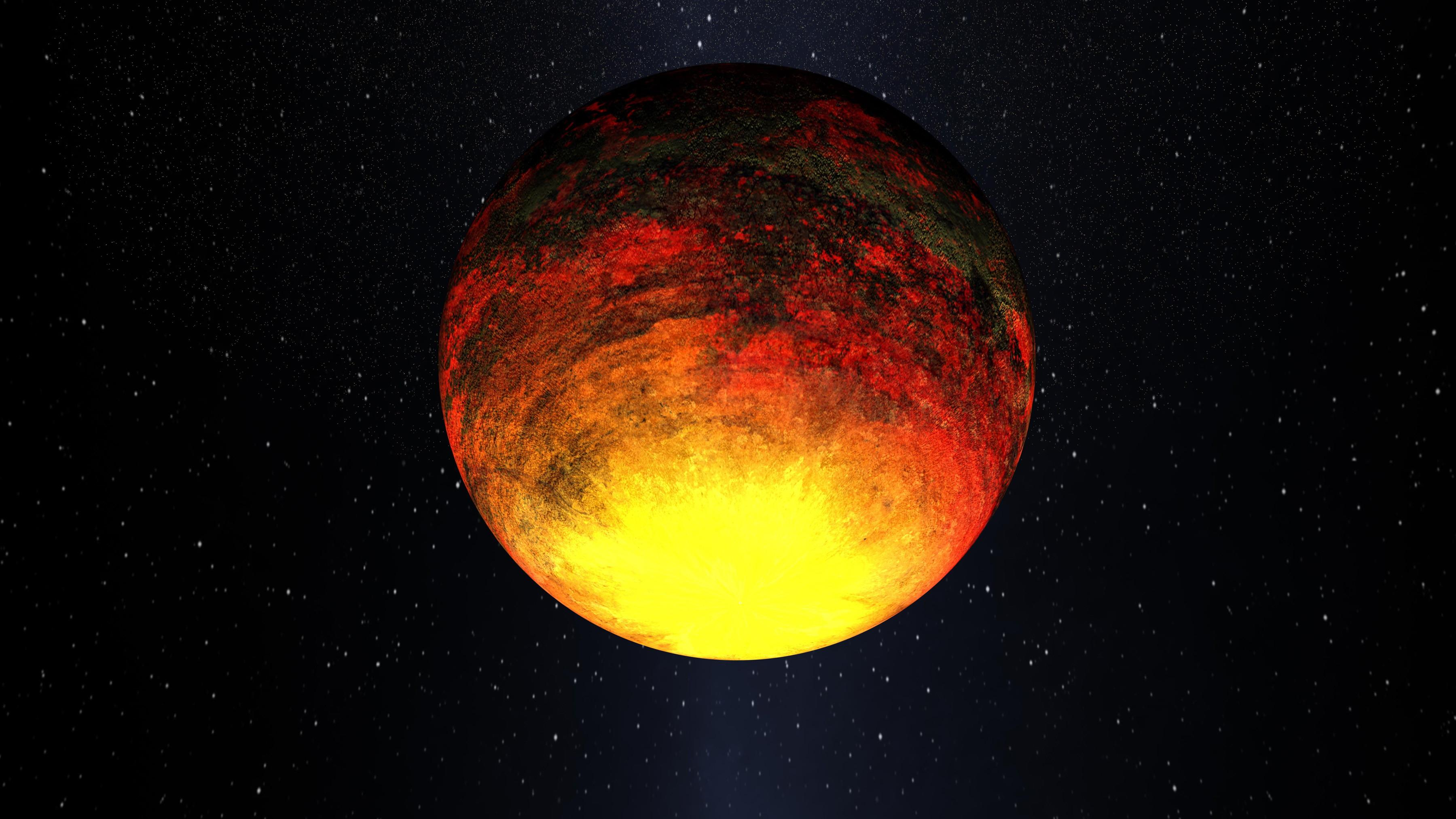
Umělecké ztvárnění exoplanety Kepler-10b